# Civil War (utwór Guns N’ Roses)
Civil War – ballada rockowa grupy Guns N’ Roses, która została umieszczona po raz pierwszy na wydanym w 1990 roku albumie kompilacyjnym Nobody’s Child, nagranym w celu uzyskania środków finansowych na pomoc dla rumuńskich sierot. Jest to protest song przeciwko wojnie. Utwór został napisany przez Axla Rose’a, Slasha i Duffa McKagana.
Piosenka otwiera płytę Use Your Illusion II, zawarta została także na składance Greatest Hits.
„Civil War” to ostatnia piosenka, w której zagrał z Guns N’ Roses perkusista Steven Adler, później zastąpił go Matt Sorum.